# Temple Neuf (Metz)

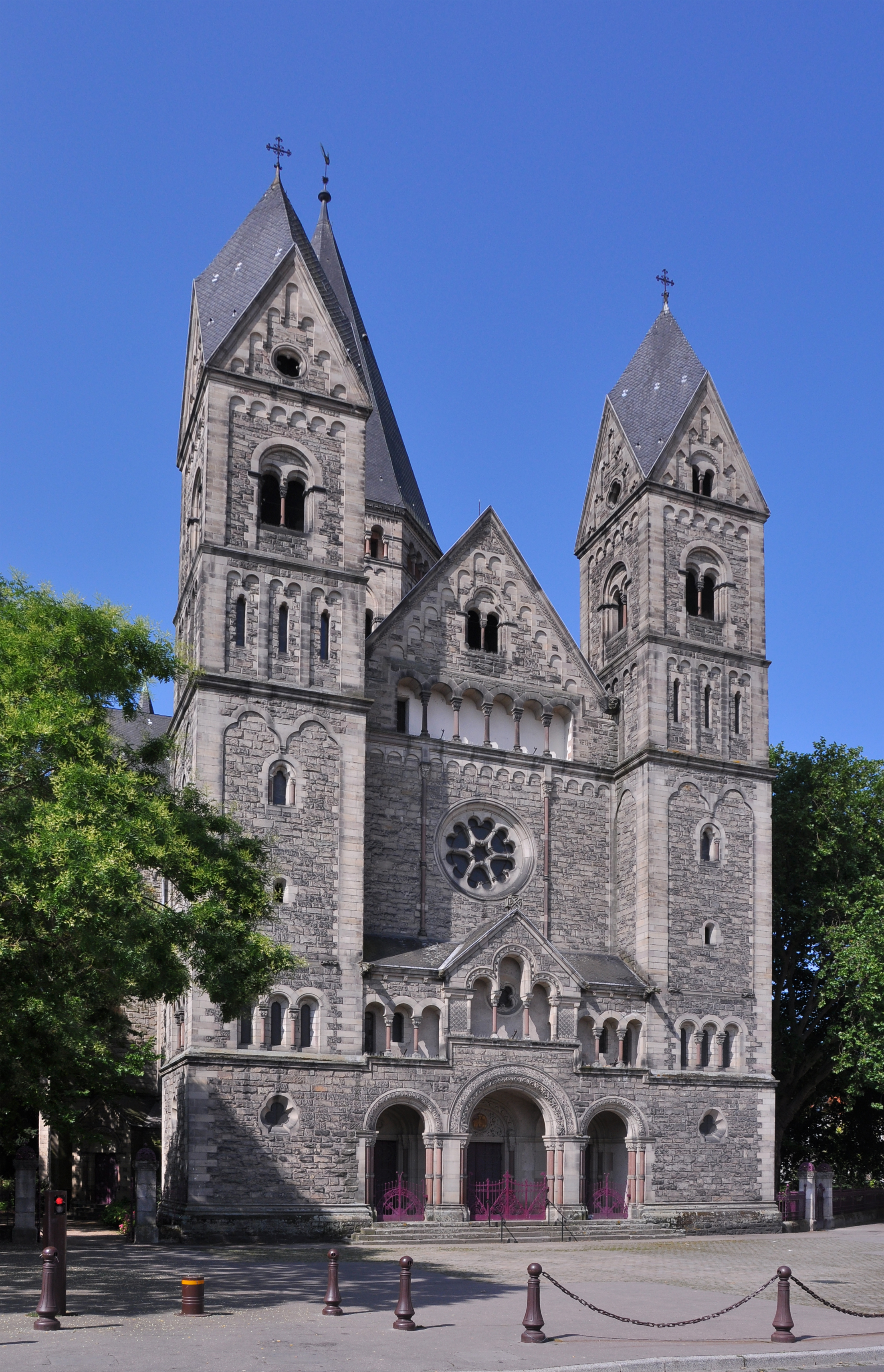
Temple Neuf: Front an der Place de la Comédie

Der Temple Neuf (deutsch: Evangelische Stadtkirche Metz) ist eine evangelisch-reformierte Kirche in Metz. Die Gemeinde gehört der Evangelisch-reformierten Kirche von Elsass und Lothringen (Église protestante réformée d’Alsace et de Lorraine) an. Die evangelische Stadtkirche befindet sich an der Südwest-Spitze der „Île du Petit-Saulcy“, der „Kleinen Weideninsel“, die von der Mosel umflossen wird.

## Baugeschichte

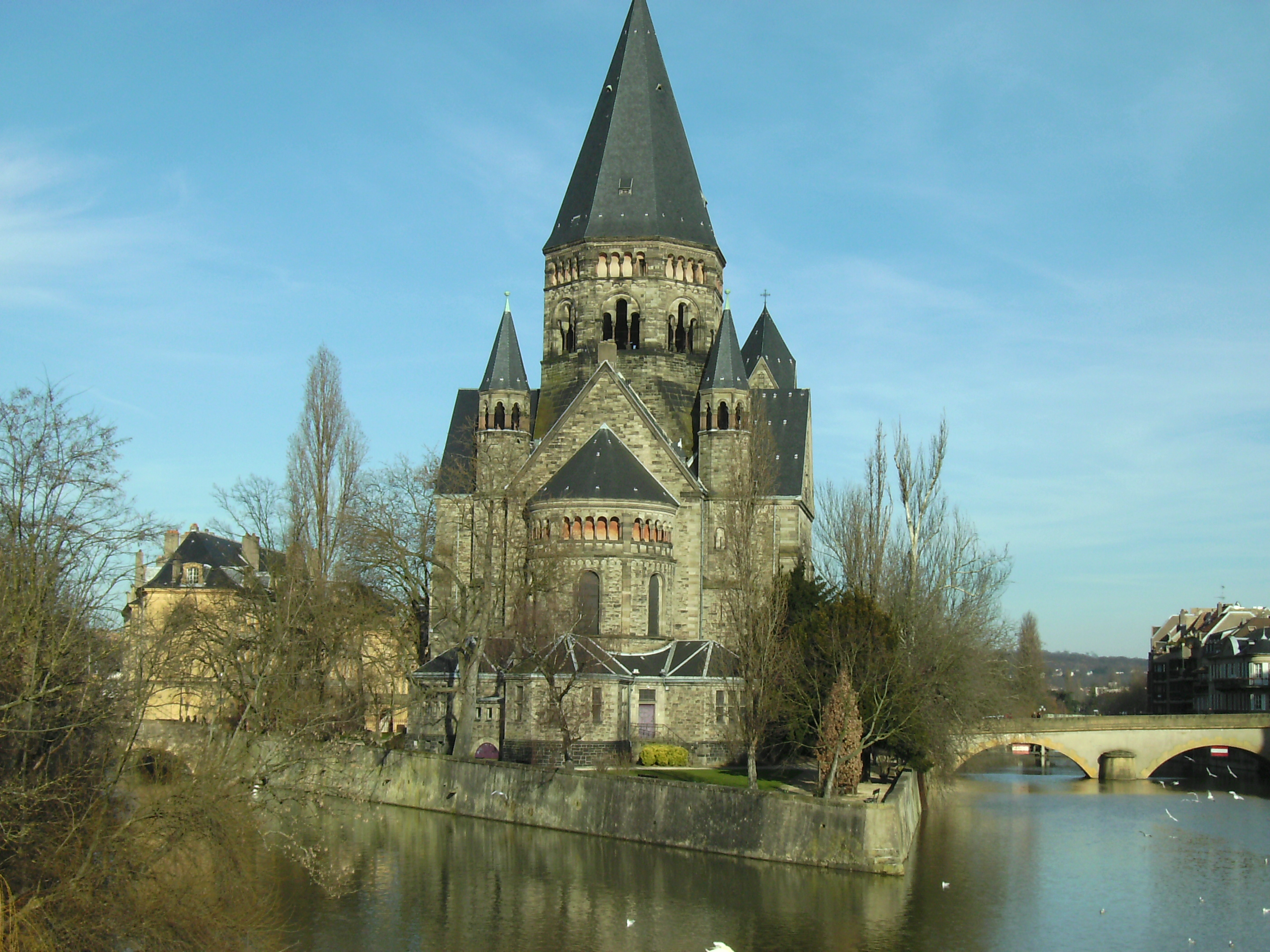
Temple Neuf (Rückseite) auf der Mosel-Insel

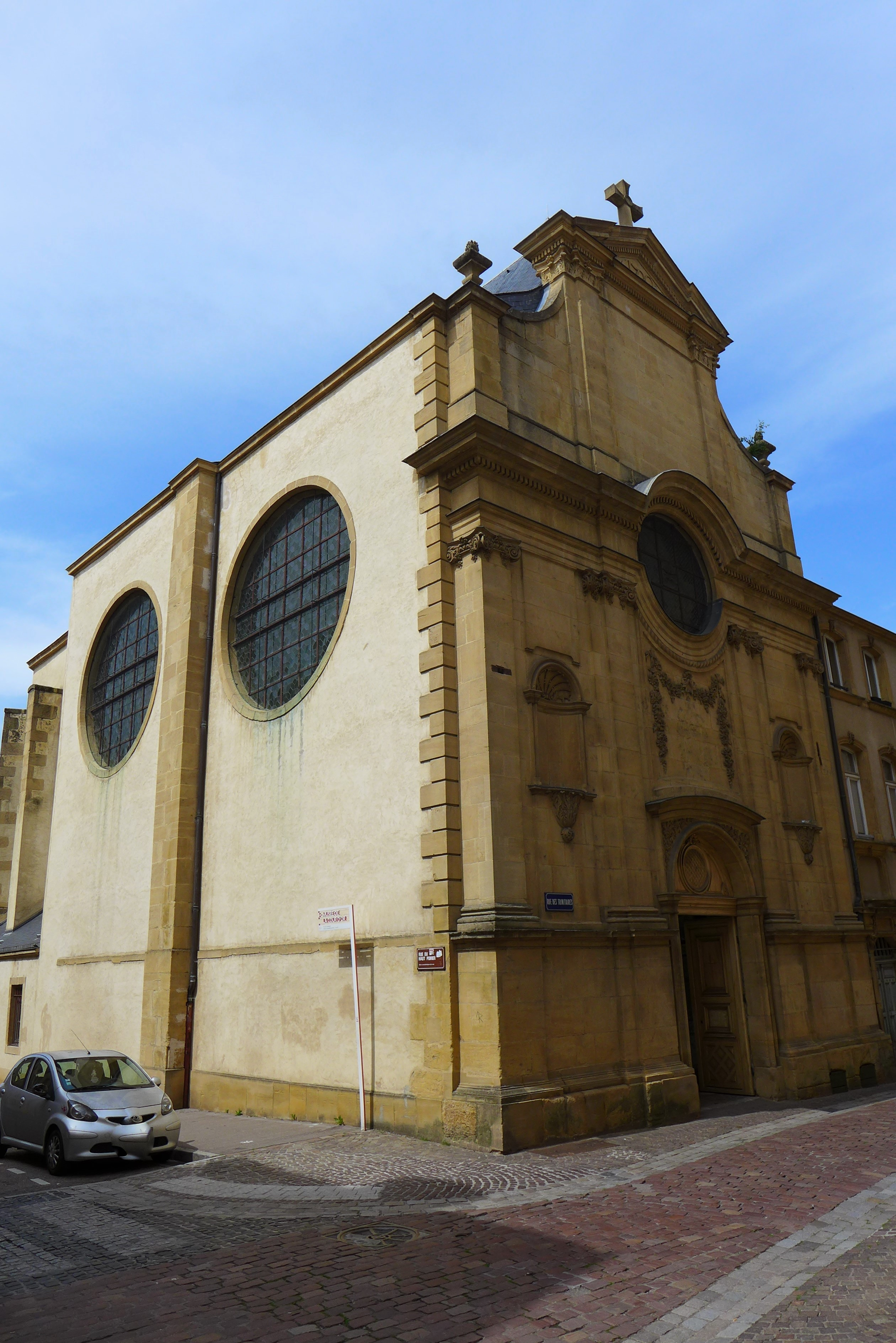
Ehemalige Trinitarierkirche, Straßenecke Bibliothekstraße/Trinitarierstraße (Rue du Haut Poirier/Rue des Trinitaires)

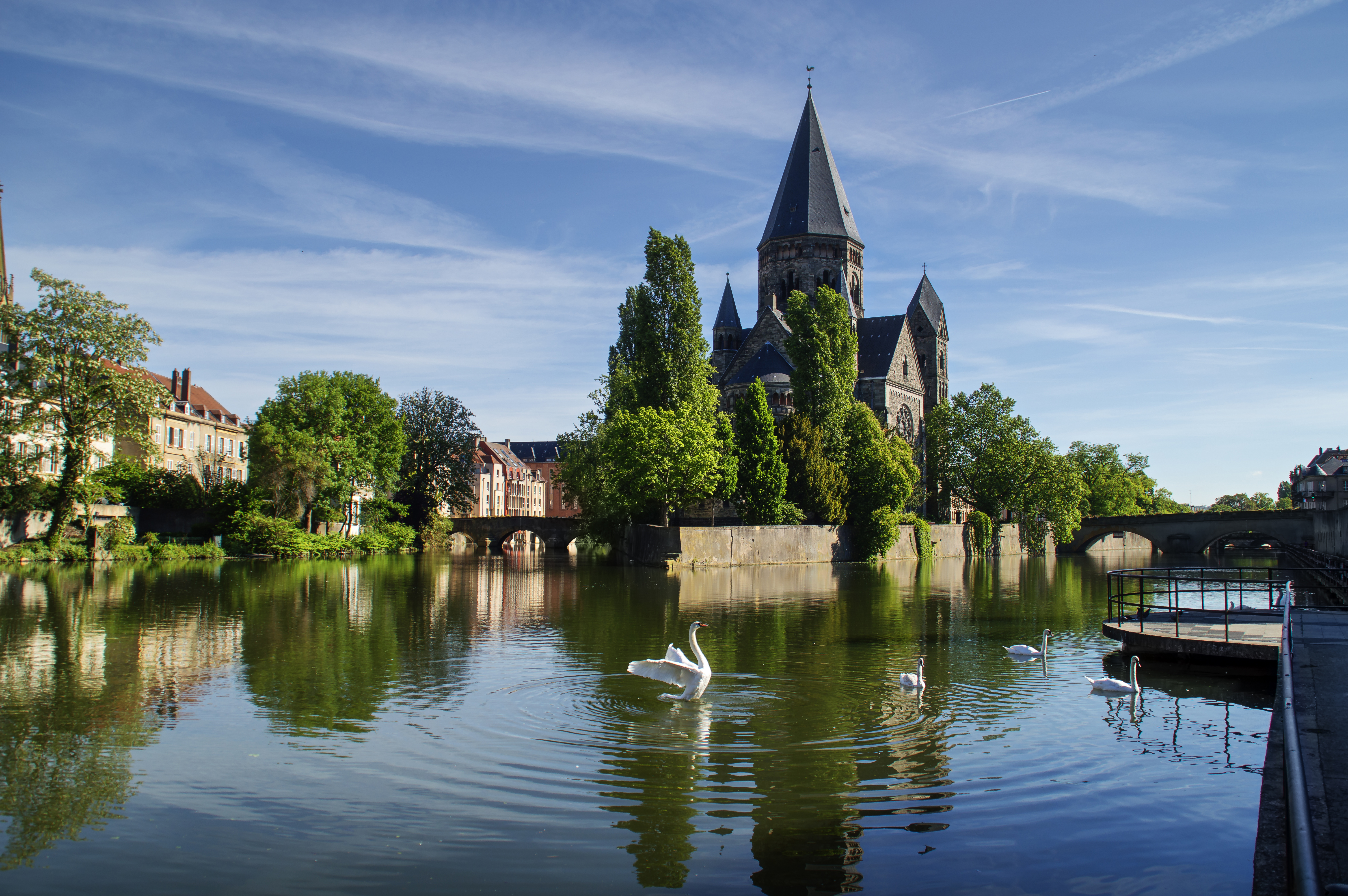
Temple Neuf vom Moselufer aus

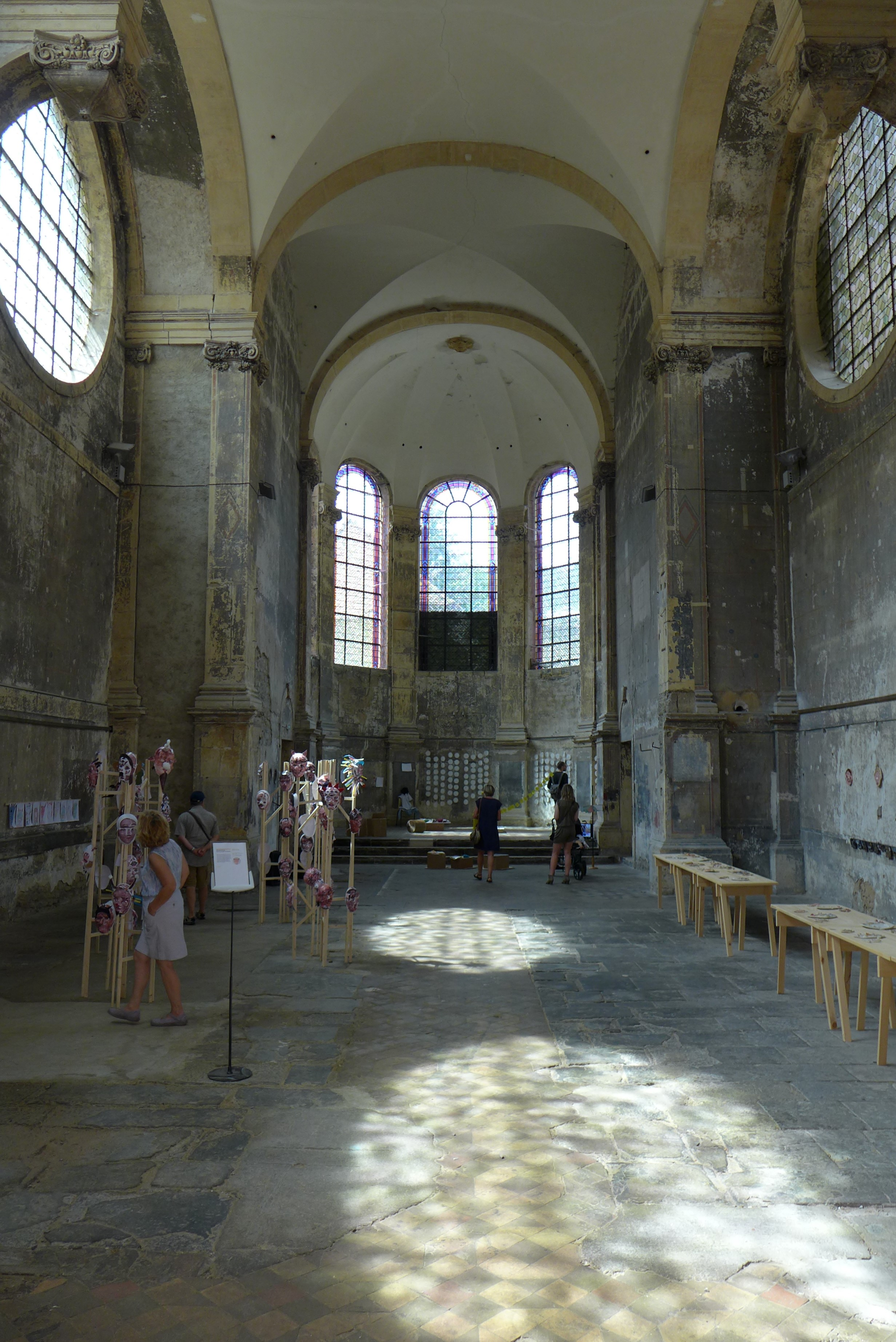
Ehemalige Trinitarierkirche, Inneres mit Blick zur Apsis, aktuell als Kunsthalle genutzt

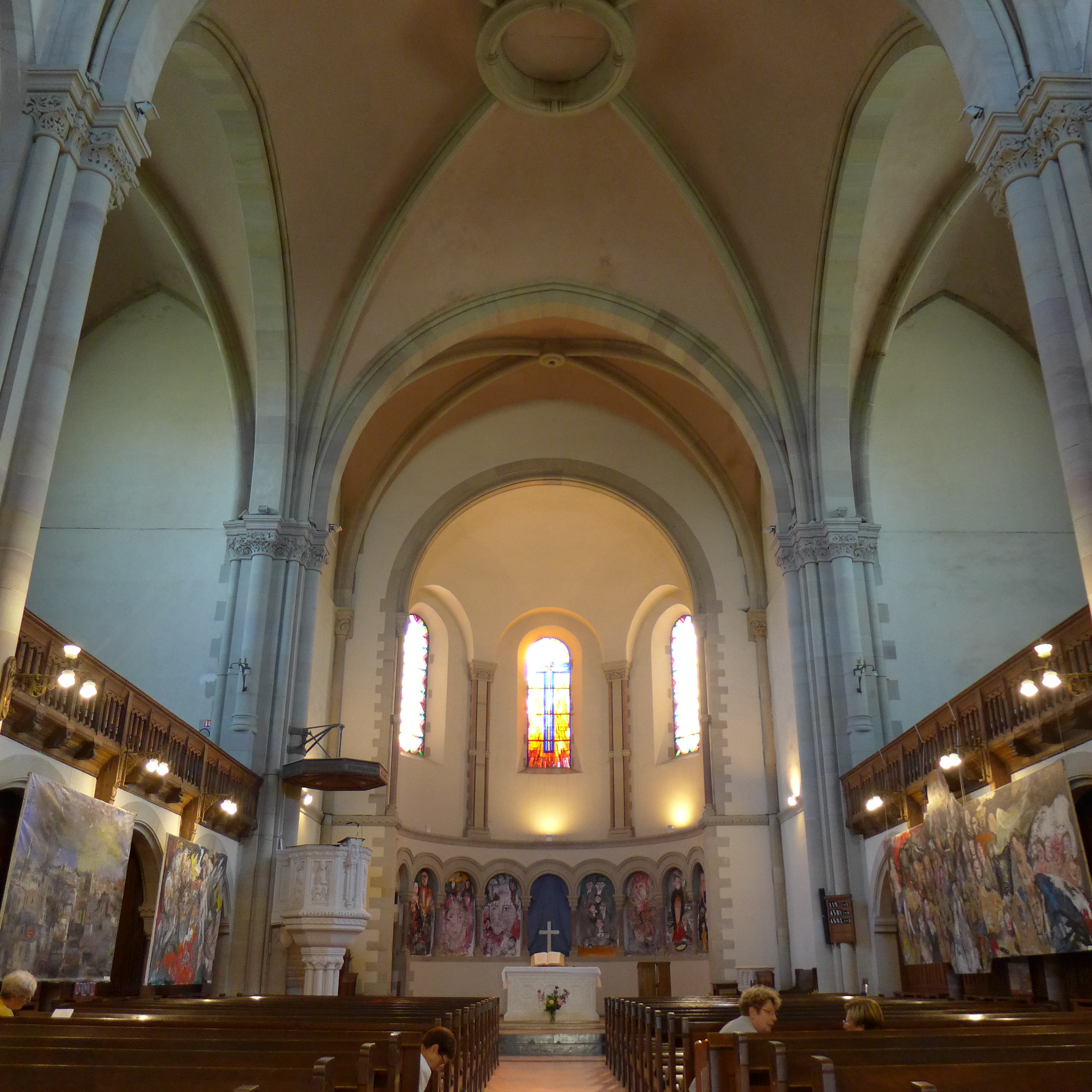
Evangelische Stadtkirche Metz, Innenansicht, Blick zur Apsis

Durch den Zuzug von evangelischen Reichsdeutschen nach Metz nach der Annexion der Stadt im Deutsch-Französischen Krieg stieg die Zahl der Stadtbürger evangelischen Bekenntnisses stark an. Als im Jahr 1886 die Gemeinde etwa 8000 Personen umfasste, begann der Metzer Kirchenrat Verhandlungen mit dem Stadtrat mit dem Ziel des Neubaues einer evangelischen Kirche auf. Bisher hatte man als Diasporagemeinde im traditionell katholischen Metz den evangelischen Gottesdienst im ehemaligen Gotteshaus der Trinitarier an der Straßenecke Bibliothekstraße / Trinitarierstraße (Rue du Haut Poirier / Rue des Trinitaires) gefeiert, das im Jahr 1720 errichtet worden war. Das ehemalige Ordensoratorium mit nur 350 Sitzplätzen war im Jahr 1803 nach dem Konkordat von 1801 und den Organischen Artikeln von 1802 der kleinen reformierten Gemeinde von Metz übergeben worden. Die Pläne, das Gebäude entlang der Trinitarierstraße zu erweitern oder die Metzer Clemenskirche umzuwidmen, wurden in Erwägung gezogen, letztendlich aber aufgegeben. Im Jahr 1891 legte der Metzer Stadtbaumeister Conrad Wahn einen ersten Entwurf für einen Neubau vor. Vom überwiegend katholischen Metzer Stadtrat war ein Kuppelbau ohne Turm vorgegeben worden, damit die neue Kirche, die man damals noch auf dem Baugrund der Trinitarierkirche errichten wollte, nicht die Metzer Domtürme überragen würde; schließlich liegt die Trinitarierkirche auf der höchsten und traditionsreichsten Erhebung der Innenstadt. Der Gesamtkomplex befindet sich auf dem Gelände der Palastanlage der Merowinger und der Karolinger. Der von Wahn gezeichnete Entwurf nach frühgotischen Vorbildern weist einige Parallelen mit der Heilig-Kreuz-Kirche in der Tempelhofer Vorstadt von Berlin auf, die zwischen 1885 und 1888 nach Plänen des renommierten Architekten Johannes Otzen unter der Bauleitung von Robert Kleinau errichtet worden war. Otzen hatte bereits im Jahr 1892 ein Gutachten für das evangelische Kirchbauprojekt in Metz erstellt und folgerichtig auch den Plan von Wahn zur Ausführung empfohlen. In der Folgezeit kam es allerdings zu verschiedenen Konflikten um das zukünftige Grundstück, die Finanzplanung sowie zu konfessionell bedingten Meinungsverschiedenheiten zwischen dem überwiegend katholischen Metzer Stadtrat und dem evangelischen Konsistorium, wodurch sich der Baubeginn erheblich verzögerte. Darüber hinaus wurde der geplante Neubau von den katholischen Abgeordneten des Landesausschusses in Straßburg als Luxusprojekt angesehen, da die evangelischen Metzer Bürger ja auch die großdimensionierte Metzer Garnisonkirche mit ihren 2400 Sitzplätzen hätten nutzen können. So wurde die Bewilligung von staatlichen Finanzzuschüssen nochmals verschleppt. Ebenso gab es Konflikte zwischen den ursprünglichen reformierten Metzer Protestanten und den neuzugezogenen lutherischen Protestanten.
Konkrete Formen nahm das evangelische Bauprojekt erst mit dem Befehl Kaiser Wilhelms II. zur Schleifung der alten Metzer Festungsmauern an. Geplant war ein Kirchenneubau auf dem Gelände der zukünftigen Neustadt im Bereich des Prinz-Friedrich-Karl-Tors (heute Porte Serpenoise) oder am Theobaldsplatz (heute Place Saint Thiébault). Jedoch lehnte dies die evangelische Kirchengemeinde entschieden ab, da man weiterhin an einer zentral gelegenen Kirche interessiert war und sich nicht an die Peripherie der Altstadt verdrängen lassen wollte. Darüber hinaus war der Bau der Metzer Neustadt erst in der Planungsphase und man wollte den Kirchneubau nicht noch weiter verzögern.
So kam ein Bauplatz im sogenannten „Jardin d’amour“ auf der kleinen Moselinsel ins Spiel. Diesen Bauplatz empfahl auch der renommierte Stadtplaner Josef Stübben, der mit den Plänen zur Metzer Stadterweiterung beauftragt worden war. Gegen die Fällung der alten Bäume auf der Spitze der kleinen Moselinsel zugunsten des Kirchenneubaues organisierten sich etwa fünfhundert Bürger und richteten eine entsprechende Petition an Kaiser Wilhelm II. Die Landesregierung des Reichslandes Elsaß-Lothringen leitete die eingereichte Petition erst gar nicht weiter und sandte sie direkt wieder nach Metz zurück. Nachdem auch Kaiser Wilhelm II. den Bauplatz als geeignet erachtet hatte, stimmte der Gemeinderat der Stadt Metz am 10. Februar 1899 schließlich dem Neubau der Kirche an der Süd-West-Spitze der kleinen Moselinsel zu.

## Einflussnahme Kaiser Wilhelms II.
Im Jahr 1897 bewilligte die Regierung des Reichslandes Elsaß-Lothringen einen Staatszuschuss in Höhe von 100.000 Mark, während der evangelische Metzer Kirchenneubau noch in der Planungsphase steckte. Im Zusammenhang mit der Umgestaltung der Stadt Metz begann sich auch der Kaiser für das Projekt zu interessieren, obwohl sich Sakralbauten üblicherweise in der kommunalen Zuständigkeit der jeweiligen Gemeinde befanden. So wurden in der Folgezeit alle Entwurfszeichnungen durch den Bezirkspräsidenten Hans von Hammerstein-Loxten persönlich begutachtet und unterzeichnet. Kaiser Wilhelm II. lehnte schließlich das von Otzen befürwortete Projekt Conrad Wahns nach dem Muster der Kreuzberger Heilig-Kreuz-Kirche ab und ordnete einen neoromanischen Kirchenbau an.

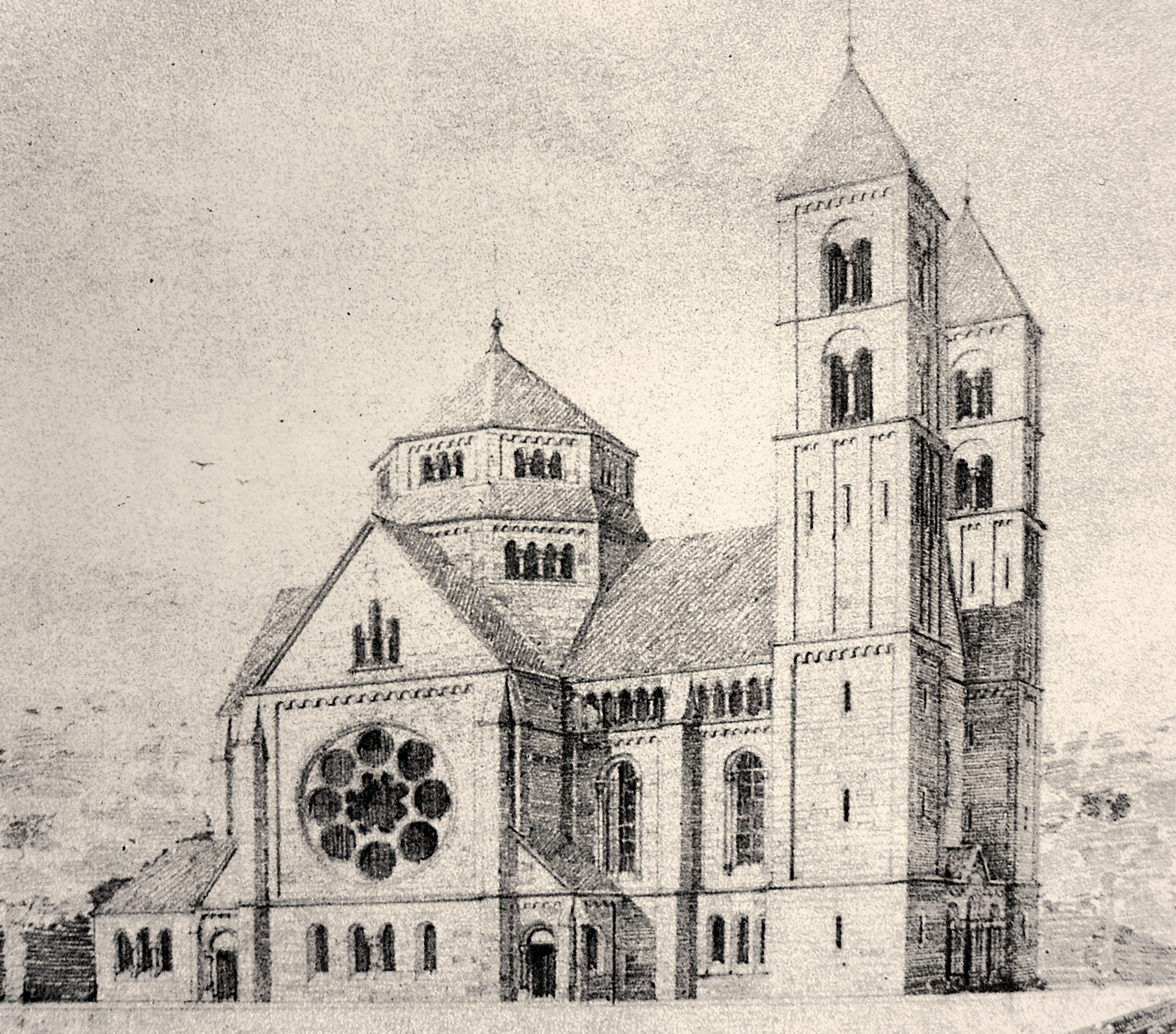
Evangelische Stadtkirche Metz, undatierter und unsignierter Entwurf Conrad Wahns für das Projekt auf der kleinen Moselinsel, Plansammlungen in den Archives départementales de la Moselle (Metz), 9 Fi 598.

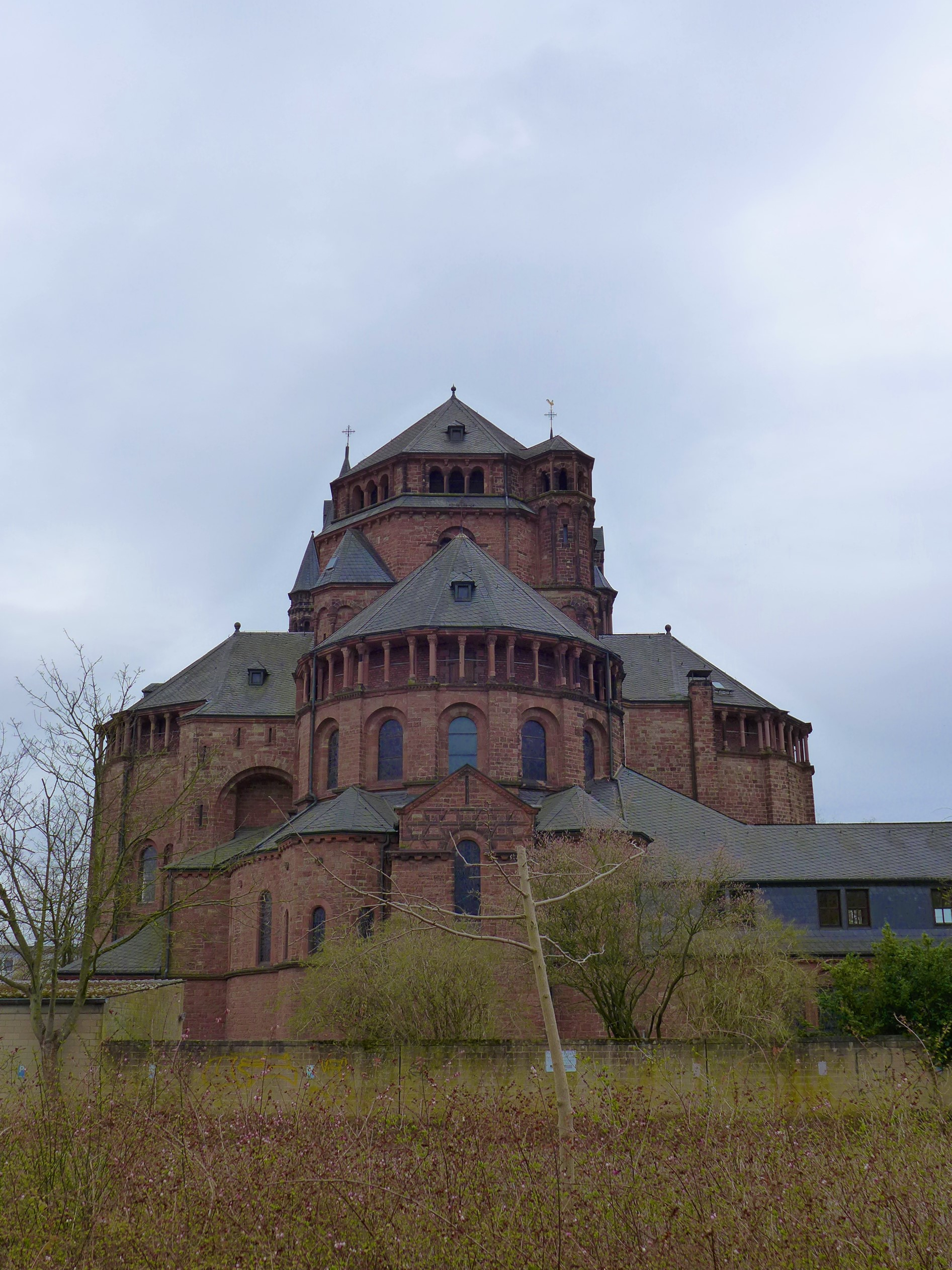
Saardom, Chorpartie mit Vierungsturm nach dem Metzer Vorbild

Daraufhin fertige Conrad Wahn einen neuen Entwurf für die evangelische Stadtkirche an. Diesen musste er allerdings auf Geheiß des Kaisers wieder überarbeiten. So wurde die Vierungskuppel durch einen dominanteren Vierungsturm ersetzt. Die vorherige, projektierte Vierungskuppel Wahns gelangte allerdings später durch den Architekten Peter Marx beim Ausführungsentwurf des Saardomes in Dillingen/Saar zur Ausführung; beide Kuppeln weisen deutliche Parallelen auf. Ebenfalls auf Weisung des Kaisers musste Conrad Wahn dem Metzer Kirchbauprojekt Chorflankentürme hinzufügen. Im von Conrad Wahn an Wilhelm II. am 26. Mai 1899 übersandten neuen Entwurf änderte der Kaiser persönlich mit Rotstiftstrichen die Pyramidenhelme der Fassadentürme in rheinische Rhombenhelme um. Wilhelm II. legte großen Wert auf die Erzielung einer malerischen Silhouette ganz im Formenkanon der rheinischen Romanik. Im Entwurfsbegleitschreiben vom 26. Mai 1899 hatte der lothringische Bezirkspräsident Hans von Hammerstein-Loxten dem Kaiser den Entwurf Wahns mit dem Hinweis, dass „eine solche Kirche, deren Vorbilder namentlich im Rheinlande zu finden sind, (...) gerade in Metz gut wirken (würde)“, besonders anempfohlen und ihn an das kaiserliche Zivilkabinett in Berlin übersandt. Allerdings empfahl Hammerstein, den massiven Vierungsturm etwas zu verschlanken. Wilhelm kommentierte den Plan nach Abänderung der Turmhelme mit der Marginalie „sehr gut“ und bestimmte ihn, ohne auf Hammersteins Abänderungsvorschlag hinsichtlich des Vierungsturmes einzugehen, anschließend zur Ausführung. Wahn arbeitete die Änderungswünsche Wilhelms II. in seine Pläne ein und legte die Pläne am 28. Februar 1900 zur Ausführung vor.
Daraufhin wurde die Grundsteinlegung am 25. November 1901 feierlich begangen und am 14. Mai 1904 feierte man in Anwesenheit Kaiser Wilhelms II. und dessen Gattin Auguste Viktoria, die mit ihrer Schirmherrschaft des Evangelischen Kirchenbauvereins ebenfalls das Interesse ihres Mannes an der Errichtung neuer protestantischer Sakralbauten teilte, mit großem Gepränge die Einweihung der neuen evangelischen Stadtkirche in Metz. Der evangelische Theologe Otto Michaelis, der ab dem Jahr 1903 als Hilfsprediger und ab 1906 als Pfarrer in Metz fungierte, bejubelte das Ereignis in markigen Tönen, indem er Protestantismus, Deutschtum und die Hohenzollerndynastie hochleben lässt:

„Was aber dem Feste der Einweihung am 14. Mai 1904 besonderen Glanz verlieh, war die Anwesenheit des deutschen Kaiserpaares. Wunderbarer Wandel der Geschichte! Ein 14. Mai war es, an dem derjenige französische König (gemeint ist der französische König Heinrich IV.), unter dessen mildem Szepter die alte Metzer Hugenottenkirche ihre herrlichste Blüte erlebte (Bezugnahme auf das Edikt von Nantes), einem Meuchelmörder zum Opfer fiel (gemeint ist das Attentat von François Ravaillac am 14. Mai 1610 auf den König aus Glaubensgründen). Und an einem 14. Mai hielt Wilhelm II. seinen Einzug in die alte, wieder deutsche Moselfeste, um diesen Freudentag mit der Metzer Gemeinde zu begehen. Wohin ist das Geschlecht jenes französischen Königs, dessen Enkel (gemeint ist der französische König Ludwig XIV.) in unseliger Verblendung wie ein Nero gegen die Christengemeinden, gegen die protestantischen Söhne seines Volkes gewütet hatte? Ruhmlos sank es ins Grab. Aber höher und höher stieg der Hohenzollernaar. Von Geschlecht zu Geschlecht vererbte sich der Segen, den der hochgemute Sinn jenes edlen Zollernfürsten (gemeint ist der brandenburgische Kurfürst Friedrich Wilhelm) seinem Volk gebracht. Welch ein Augenblick, als sein Nachkomme vor den Türen der Metzer Kirche stand, erhobener Stimme das Bekenntnis seiner Väter erneuernd: ‚Ich schäme mich des Evangeliums von Christo nicht, denn es ist eine Kraft Gottes, selig zu machen alle, die daran glauben!‘ (1,16 ). Das Innere des Gotteshauses aber durchbrauste alsbald der alte Schlacht- und Triumphgesang des Protestantismus: Eine feste Burg ist unser Gott.“

Zu einer ähnlichen Einflussnahme hinsichtlich des Baustiles und der Ausgestaltung der Kirchenarchitektur hatte es von Seiten des Kaiserhauses auch beim Bau der evangelischen Kirche in der Nachbarpfarrgemeinde im Metzer Vorort Plantières-Queuleu gekommen. Bereits im Spendenaufruf des dortigen Baukomitees wurde auf eine enge Verbindung zwischen protestantischer Konfession und deutschnationalen Zielen hingewiesen. So sei der Bau einer neuen evangelischen Kirche „mitten in einer durchaus französisch sprechenden katholischen Bevölkerung“ notwendig, um „mit dem religiösen Interesse die Liebe zu Kaiser und Reich zu fördern und zu beleben.“ Mit der neuen evangelischen Kirche würde altes französisches Unrecht wiedergutgemacht werden, indem „auf dem historischen Boden Lothringens, der die Dragonaden Ludwigs XIV. und die Vertilgung der zahlreichen Hugenottengemeinden gesehen, eine neue evangelische Kirche auch ein neuer Markstein der Glaubensfreiheit, ein neuer Crystallisationspunkt (sic!) des Deutschthums (sic!)“ gesetzt werden könnte. Der Spendenaufruf wurde auch an Kaiser Wilhelm gesandt, der alsbald ein Gnadengeschenk von 5000 Mark für das Projekt stiftete. In Plantières-Queuleu wie auch bei der evangelischen Metzer Stadtkirche griff der Kaiser massiv in die Baupläne ein. Ebenso wie bei der Stadtkirche verwendete man in Plantières-Queuleu nicht den ortsüblichen Jaumontsandstein, sondern Vogesensandstein und auch hier kam der neoromanische Stil zum Einsatz. Die evangelische Kirche von Plantières-Queuleu wurde nur wenige Monate nach der Weihe der evangelischen Stadtkirche Metz am 11. Dezember 1904 eingeweiht. Bei der Errichtung der ebenfalls neoromanischen Josefskirche im angrenzenden Montigny kam es schon vor Baubeginn zu einem solch heftigen Streit zwischen den einheimischen französischstämmigen Gemeindemitgliedern und den neuzugewanderten Reichsdeutschen, dass die alteingesessenen Gemeinderatsmitglieder der Abstimmung über das Kirchbauprojekt fernblieben. Die Einweihung der Josefskirche, die durch den Architekten Ludwig Becker dann allerdings im ortsüblichen Jaumontsandstein gebaut wurde, erfolgte am 31. Juli 1906. Das katholische Kirchenprojekt wurde im Gegensatz zu den evangelischen Projekten vom Kaiserhaus finanziell nicht gefördert und eine offizielle Einflussnahme unterblieb.

## Architektur

Mögliche architektonische Vorbilder
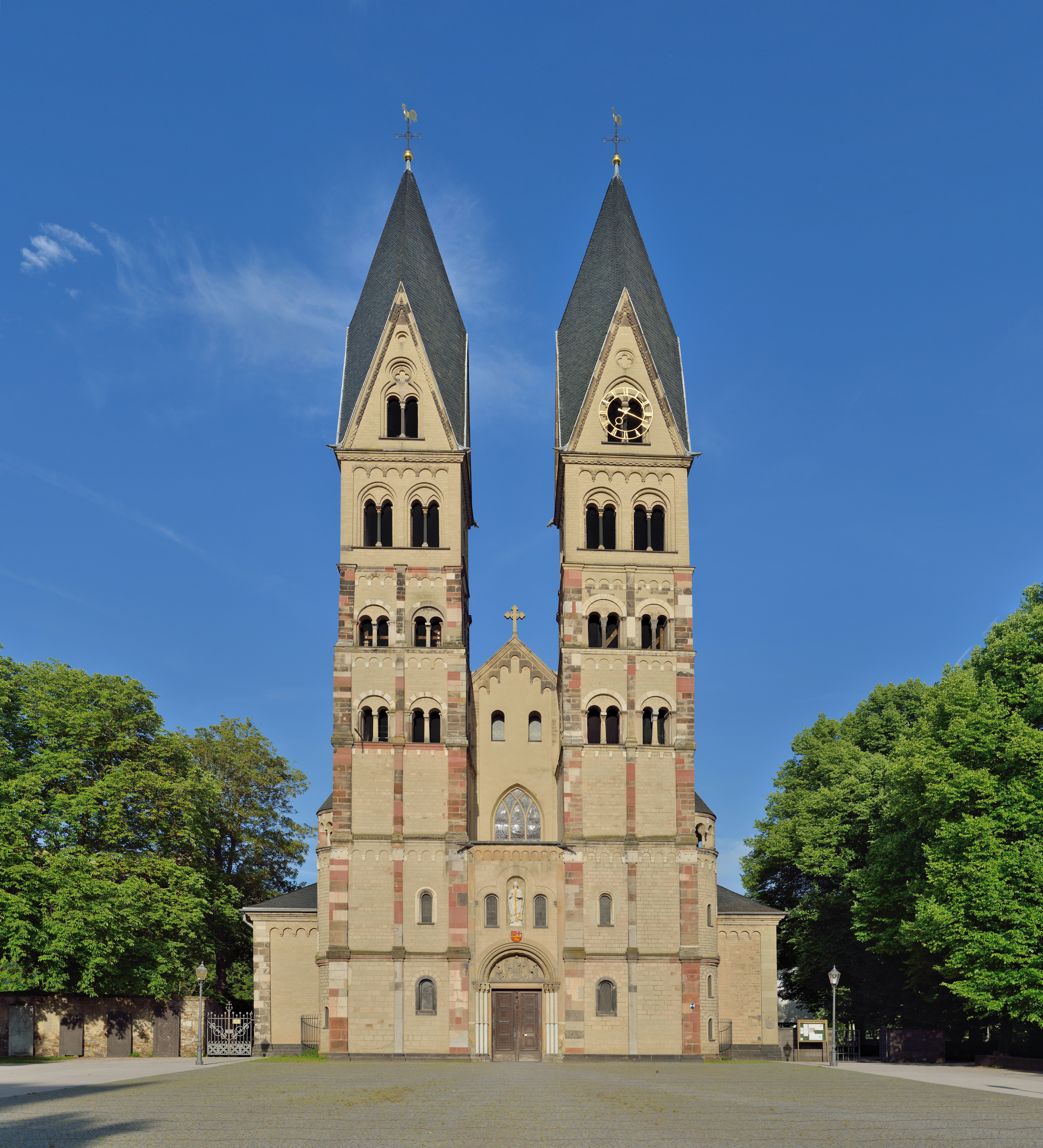
Koblenz, Basilika St. Kastor, Westfassade
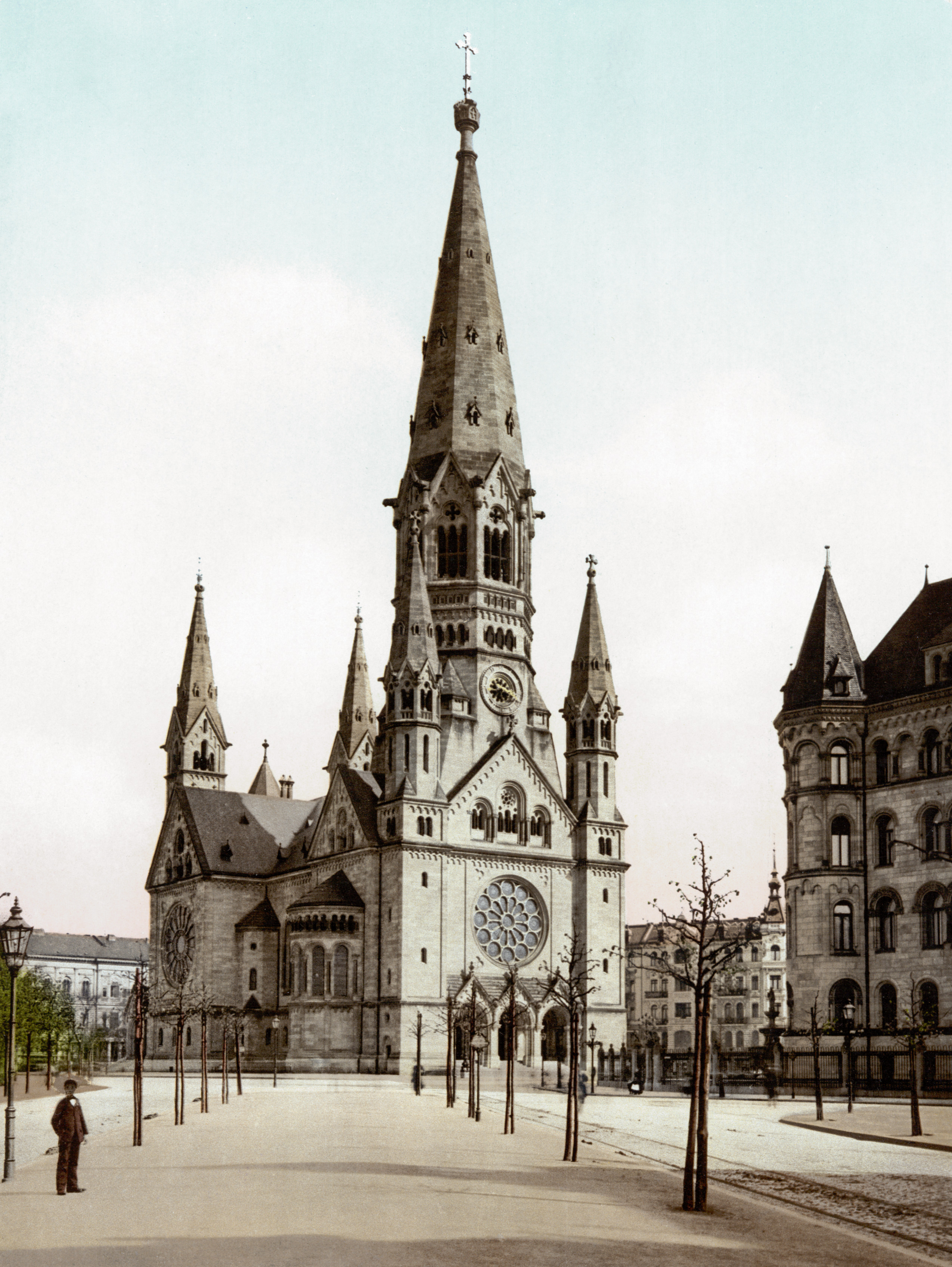
Charlottenburg, Kaiser-Wilhelm-Gedächtniskirche
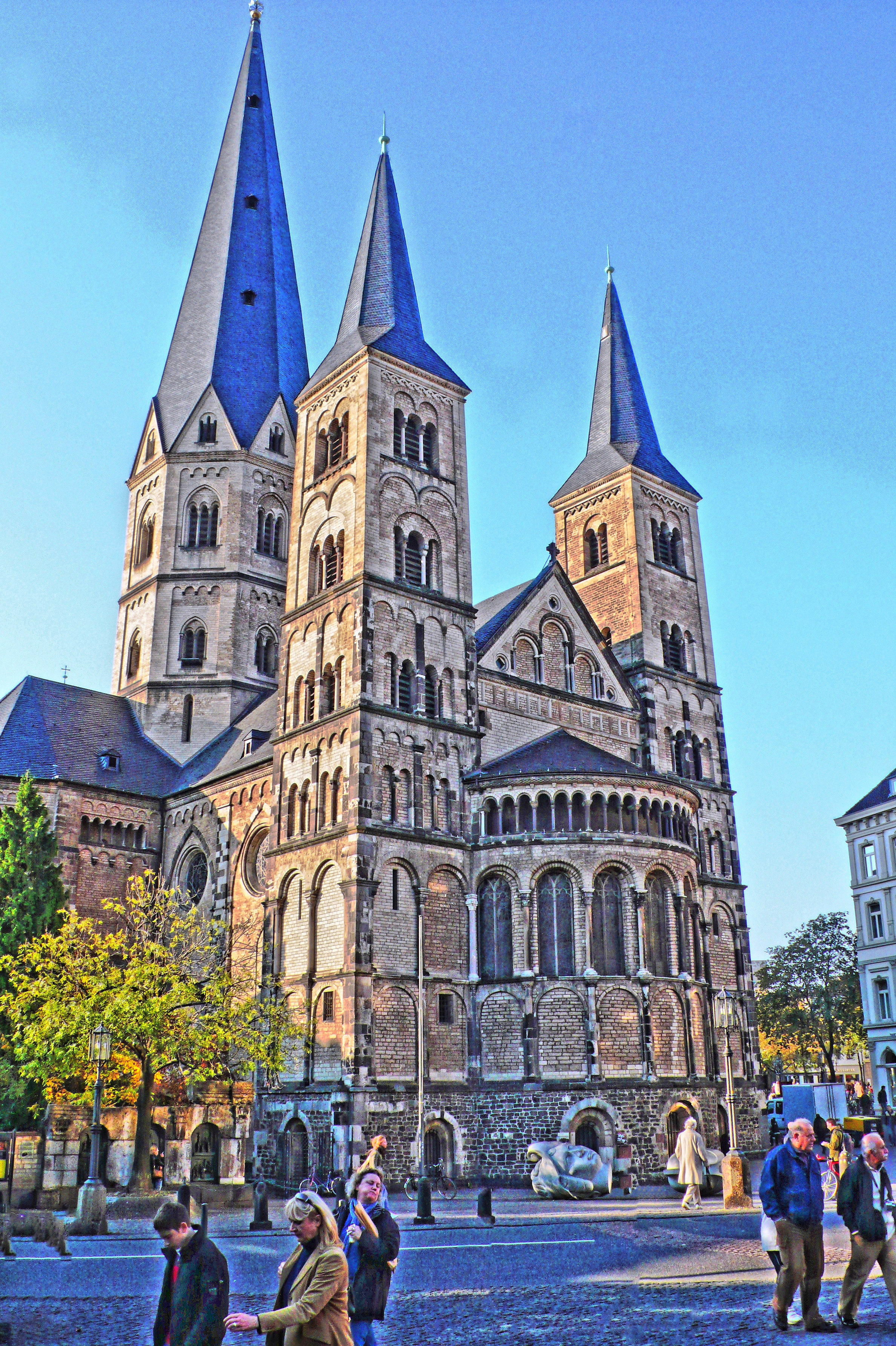
Bonner Münster
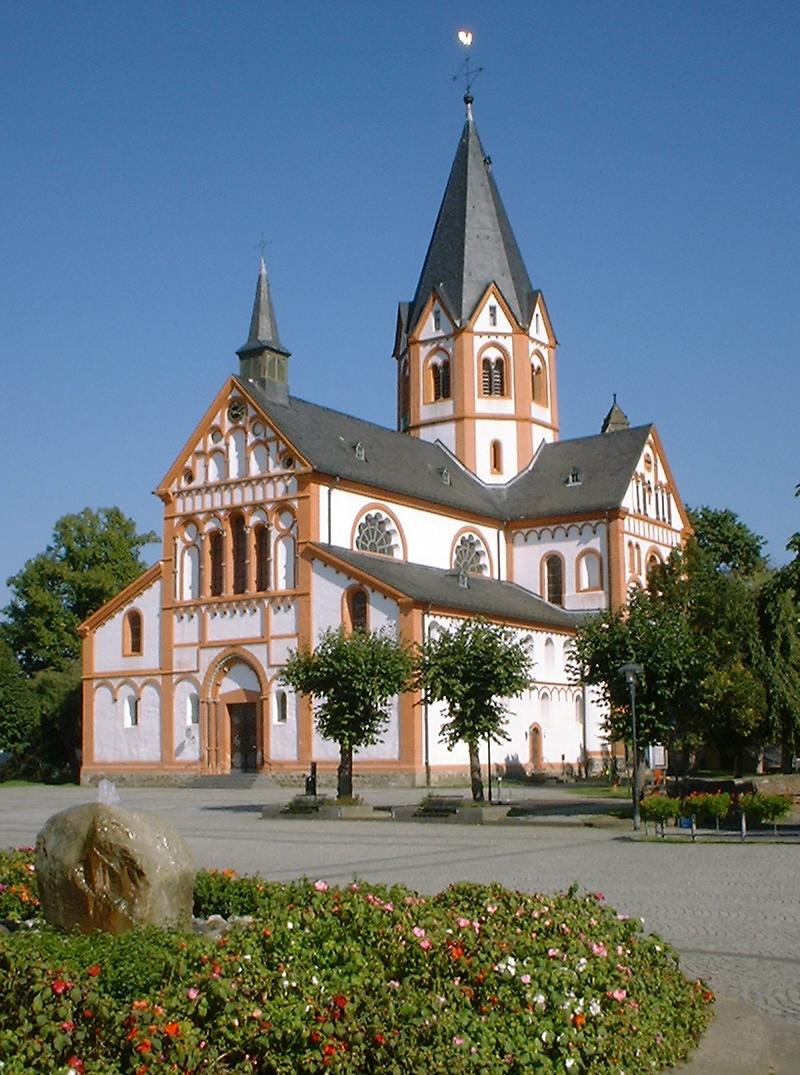
Sinzig, St Peter
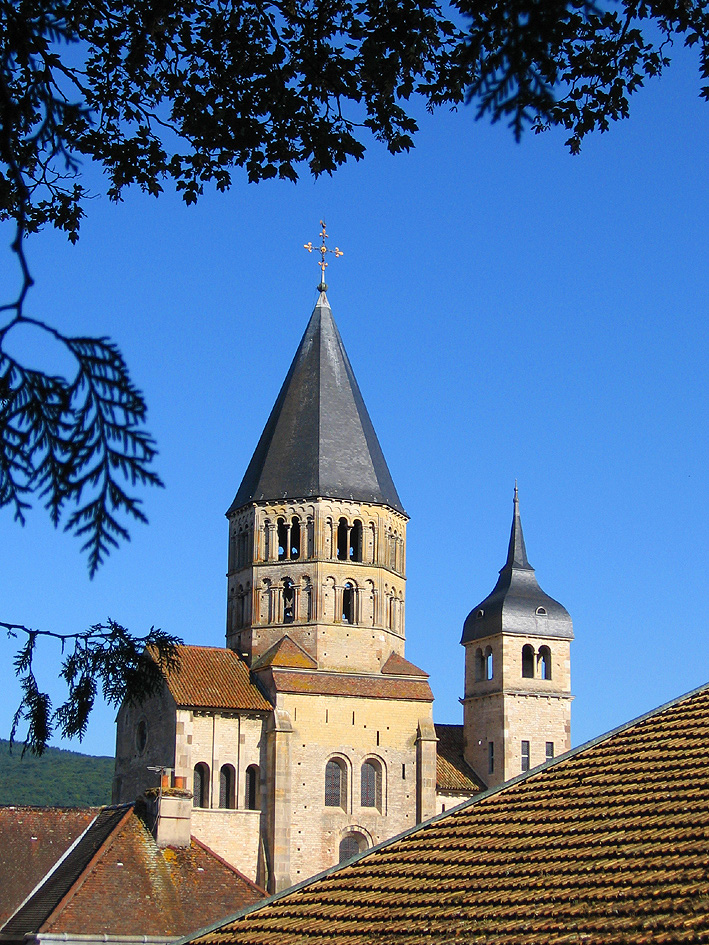
Abteikirche Cluny, oktogonaler Querschiffturm
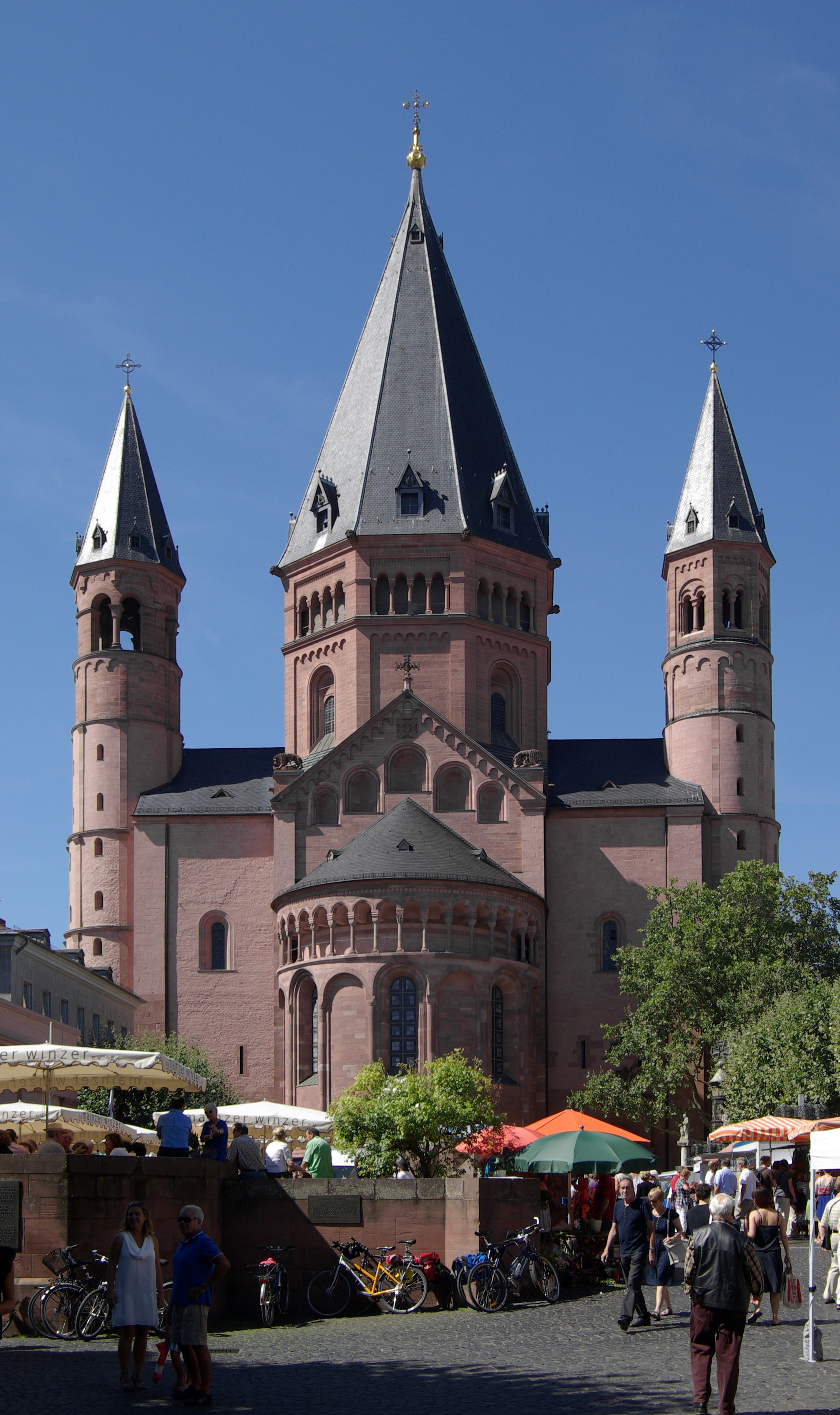
Mainzer Dom, Ostfassade
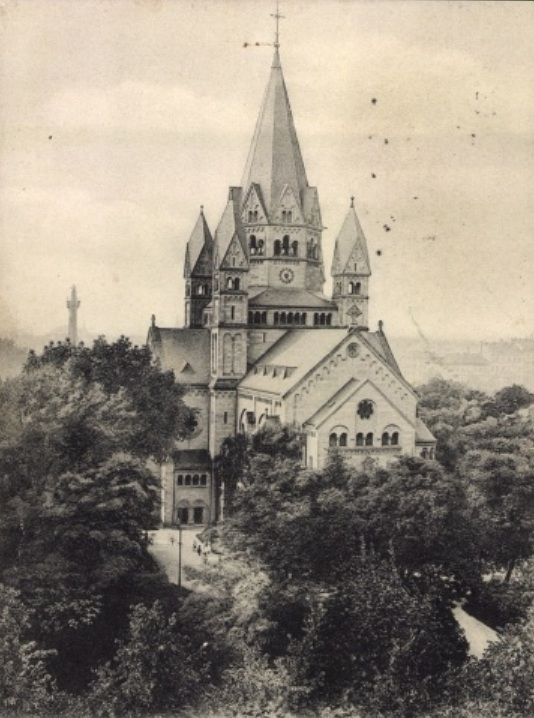
Berlin, Gnadenkirche oder: Kaiserin-Augusta-Gedächtniskirche
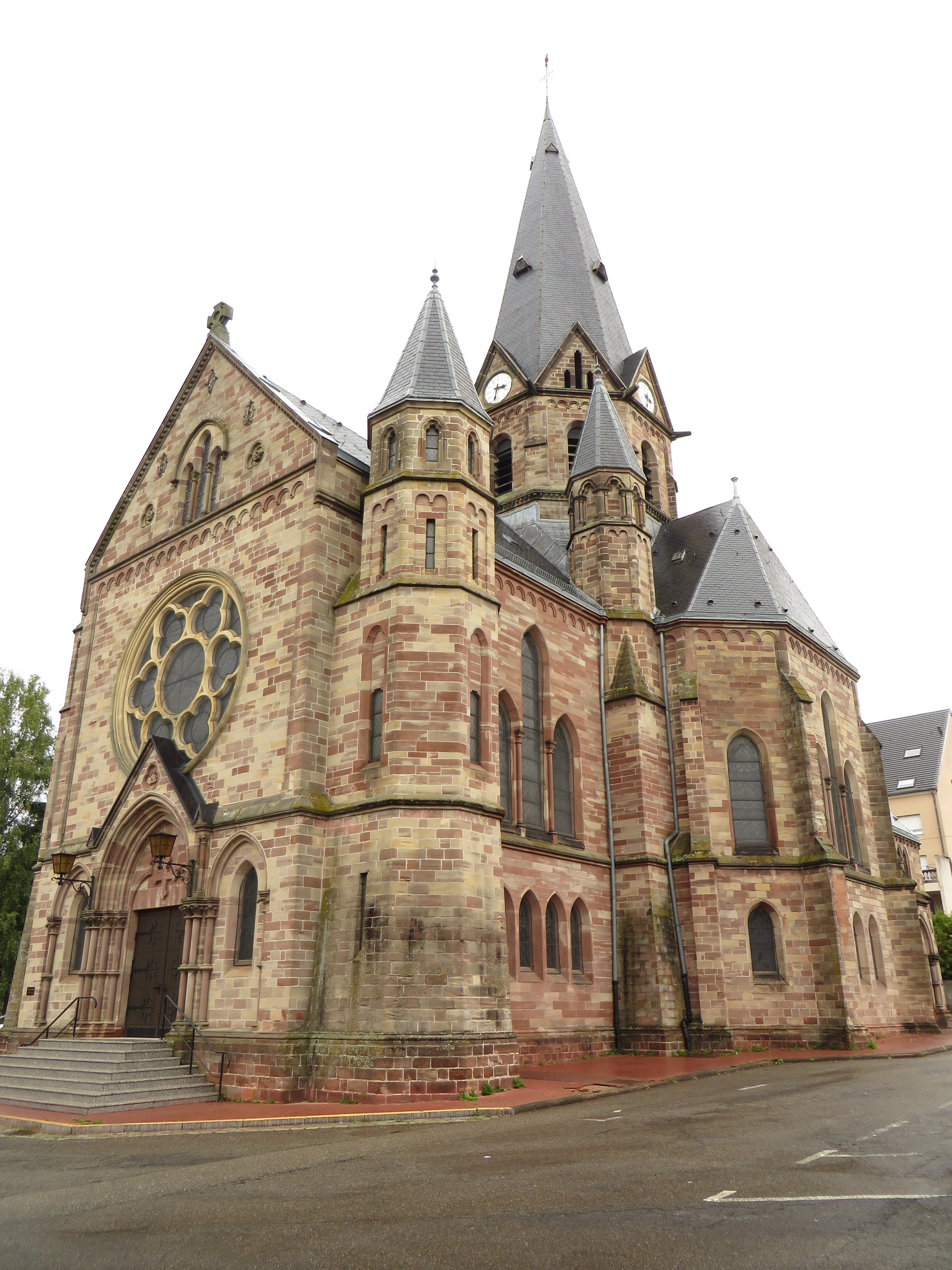
Saargemünd, Ev. Stadtkirche

Da die evangelische Metzer Stadtkirche den Charakter einer protestantischen Predigtkirche dokumentieren sollte, zeigt der Grundriss ein relatives kurzes, zweijochiges Langhaus, das von schmalen, gangartigen Seitenschiffen flankiert wird. Das einschiffige Querschiff weist ebenfalls nur kurze Arme auf. Der Chorbereich schließt mit einer halbrunden Apsis, an die sich seitliche Anbauten anschließen. Der Außenbau weist fünf Türme auf, die zusammen mit zahlreichen Anbauten eine pittoreske Wirkung in der Metzer Altstadt hervorrufen. Die Langhausfront ist von zwei Türmen auf quadratischem Grundriss eingefasst, die von rheinischen Rhombenhelmen bekrönt sind. Der oktogonale Hauptturm der Kirche erhebt sich über der Vierung mit einem achtseitigen steilen Pyramidendach. Den beiden Fassadentürmen entsprechen in der Chorpartie zwei kleinere oktogonale Flankentürme in den Winkeln zwischen Chor und Querhaus. Der Chorbereich, die Fassade sowie der Vierungsturm sind durch Zwerggalerien betont. Die Mauerflächen werden jeweils durch Rundbogenfriese über Ecklisenen eingefasst. Die Mauerfläche öffnet sich durch einfache Rundbogenfenster, gekuppelte Rundbogenfenster und, an der Hauptfassade und den Querhausfassaden, in großen Radfenster. Der Hauptzugang zur evangelischen Stadtkirche erfolgt durch eine dreibogige Eingangshalle. Das mittlere Portal der Halle ist mit einem aufsteigenden Giebel betont. Insgesamt wird in den architektonischen Formen an die staufische Epoche erinnert. Der Chorbereich und die Türme zitieren besonders die Koblenzer Stiftskirche St. Kastor. Als Vorbilder für den Vierungsturm können jeweils der Vierungsturm des Bonner Münsters, der Sinziger Peterskirche, des Mainzer Domes (Ostanlage in ihrer restaurierten Form des 19. Jahrhunderts) oder  der Querschiffturm der Klosterkirche von Cluny genannt werden. In Metz ließ man bei der Gestaltung der Stadtkirche allerdings die Giebelkränze nach den Bonner und Sinziger Vorbildern weg und orientierte sich an der reduzierteren Form von Mainz und Cluny. Parallelen des damals zeitgenössischen Kirchenbaues waren die Charlottenburger Kaiser-Wilhelm-Gedächtniskirche, die im Zweiten Weltkrieg teilzerstörte und 1967 gesprengte Berliner Gnadenkirche sowie die evangelische Stadtkirche von Saargemünd, die Konrad Wahn bereits in den Jahren 1897 bis 1898 errichtet hatte. Beim Bau der evangelischen Metzer Stadtkirche kam nicht der ortstypische gelbliche Jaumontsandstein zum Einsatz, sondern ein dunklerer Vogesensandstein aus dem Elsass, was beim Metzer Stadtrat Diskussionen hervorrief, denn die Anlieferung des Baumaterials verursachte erhebliche Mehrkosten. Baumeister Wahn argumentierte bei seiner Wahl des Baumaterials mit einer höheren Bruchfestigkeit und einem geringeren optischen Verschmutzungsgrad. Darüber hinaus verleihe der dunklere Stein dem Sakralbau einen „ernsten strengen Charakter“ und biete dem Auge des Betrachters eine größere Mannigfaltigkeit im Stadtbild. Unverkennbar ist aber auch die größere Nähe zu den zitierten romanischen Architekturbeispielen hinsichtlich des Steinmaterials. Dementsprechend wurde der lothringische Jaumont ebenfalls nicht beim Bau des Metzer Stadtbahnhofes und der Hauptpost sowie bei zahlreichen historistischen Privatbauten in der Metzer Neustadt eingesetzt. Das dunklere Baumaterial sollte einen zunehmenden deutschen Akzent im als zu französisch empfundenen Metzer Stadtbild setzen.
Die evangelische Metzer Stadtkirche bildet den Auftakt einer ganzen Reihe neoromanischer öffentliche Bauten in Metz und Umgebung wie den Hauptbahnhof, die Hauptpost, die evangelische Kirche in Plantières-Queuleu sowie die katholische Josefskirche in Montigny. Die Stadt sollte somit zu einem „Gemanisationsmittelpunkt in Lothringen“ werden. Der neoromanische Stil sollte dabei einen demonstrativen rheinisch-germanischen Gegenakzent in der bisher frankophonen Stadt setzen. Der staatlich forcierte Bau der mächtigen neogotischen Metzer Garnisonskirche sowie der Bau der neoromanischen evangelischen Stadtkirche können als steingewordene Zeichen bzw. Nachwehen des antikatholischen Kulturkampfes im architektonischen Gewand in der katholischen Stadt gedeutet werden. Auf die bewusste Stilopposition zwischen evangelischer Stadtkirche und dem klassizistisch-französischen Ensemble an der Place de la Comédie weist Baumeister Wahn in seinem Erläuterungsentwurf hin. Die Stil- und die Materialwahl wurde zu seiner Zeit sowohl von alteingesessenen Einheimischen als auch von zugezogenen Reichsdeutschen als bewusste Provokation, als demonstrativ deutschnationale Akzentsetzung verstanden.
Die hohen Turmhelme der beiden evangelischen Kirchen in Metz können ebenso als machtvolle Demonstration des Protestantismus gegenüber den weniger steilen Türmen der traditionellen katholischen Metzer Kirchen der damaligen Zeit gedeutet werden. Dass dies bereits in der Erbauungszeit so wahrgenommen wurde, belegen die aufgeheizten Meinungsäußerungen der Zeitgenossen der Erbauungszeit. So bezeichnete der französische Schriftsteller Georges Ducrocq (1874–1927) den protestantischen Sakralbau der Metzer Stadtkirche im Jahr 1913 in seinem Reisebericht aus Elsass-Lothringen als „erschreckenden protestantischen Tempel in einem archaischen, linkischen Rheinuferstil, ein hässliches, tollpatschiges und plumpes Denkmal“.
Noch wesentlich heftiger äußerte sich der in Metz geborene Politiker Hermann Wendel in seinen im Jahr 1934 erschienenen Jugenderinnerungen über den Bau der Stadtkirche: „Eine lauschige Idylle, ein schattiger Kastanienhain war an der Westspitze dieses Eilandes der Jardin d’Amour, bis zu Beginn unseres Jahrhunderts die Axt über die meisten der alten Bäume kam und der Steinbaukasten einer protestantischen Kirche mit achteckigen Haupt- und Treppentürmen, mit Helm- und Rautendächern, mit Rundfenstern und Galerien und sonstnochwas das Stadtbild gründlich verschandelte. Wenn je einmal Geld zum Ankauf von Dynamit gesammelt wird, damit dieses architektonische Aergernis (sic!) in die Luft fliegt, mein Scherflein und mein Segen sind dem Unternehmen gewiss.“
R. S. Bour, Professor am Metzer Priesterseminar, äußert sich in „Lothringen und seine Hauptstadt“ eher verhalten abfällig zum protestantischen Kirchenbau und kritisiert indirekt die Einflussnahme des Kaisers: „Der Bau nimmt sich etwas eigentümlich in unserem Stadtbilde aus. Die gedrungenen Längendimensionen und der dem ursprünglichen Plan des Baumeisters auf höheren Wunsch nachträglich zugefügte Zentralturm dürften nicht jedermanns Billigung erfahren.“ Dennoch wurde die evangelische Metzer Stadtkirche bereits im Jahr 1930 in das französische Register der „Monuments historique“ aufgenommen.
Der Bau ist 53 m lang, 26 m breit, die Höhe des Hauptturms beträgt 55 m. Ursprünglich bot die Kirche Platz für 1204 Gläubige. Infolge der Abtrennung der Querschiffräume unter den Emporen durch hölzerne Wände finden aktuell nur noch 800 Menschen Platz.

## Bauzier

### Äußeres
Ganz im Sinne der protestantischen Theologie hält sich der Bauschmuck im Vergleich zu katholischen Kirchen in Grenzen. Das dreiteilige Hauptportal der evangelischen Metzer Stadtkirche ist jedoch reicher verziert. Roséfarbene Pfeiler heben sich hier wie auch an anderen Stellen vom sonst verbauten grauen Sandstein ab. Die Archivolten sind überreich mit verschlungenen Bändern, üppigen Blüten, ineinander verwachsenen Akanthusranken sowie kompliziertem Flechtwerk geschmückt. Am Fuß des äußeren mittleren Bogenverlaufs lugen die Köpfe der Allegorien der Evangelisten Markus (Löwe, links) und Lukas (Stier, rechts) aus dem gemeißelten Gerank. Diesen entsprechen im inneren Bogen die Köpfe von Matthäus (Engel oder Mensch, links) sowie Johannes (Adler, rechts). Die nach oben gezwirbelten Schnurrhaare des Markuslöwen könnten ein versteckter Hinweis auf Kaiser Wilhelm II. als Förderer des Kirchenbaues sein. Auch am Hauptportal des Metzer Domes war der Kaiser in Gestalt des Propheten Daniel mit mächtigem Schnurrbart dargestellt worden.
Das akanthus- und rebenumrankte Tympanon zeigt im Zentrum in einem stilisierten Perlenkranz das triumphierende apokalyptische Lamm Gottes mit einem Kreuz in seinen Läufen. Die Konstellation des Lammes mit den Weinranken bezieht sich auf das Jesuswort im Johannesevangelium (Joh 15,5 ): „Ich bin der Weinstock, ihr seid die Reben. Wer in mir bleibt und ich in ihm, der bringt reiche Frucht.“ Darüber hinaus kann die Positionierung des Lammes im Bogenfeld in Verbindung mit einer weiteren Stelle im Johannesevangelium gebracht werden: „Ich bin die Tür; wer durch mich hineingeht, wird gerettet werden“ (Joh 10,9 ). Das Kreuz in den Läufen des Lammes ist im Zusammenhang mit der lutherischen Gnadentheologie zu deuten, wonach heilvolle Wirkung allein durch Christus (solus Christus) und dessen Opfertod am Kreuz gestiftet, entfaltet und gnadenhaft geschenkt worden sei (sola gratia). Das Heil sei von den Gläubigen allein durch den auf Christus vertrauenden Glauben (sola fide), nicht jedoch durch jedwedes auf Gott gerichtetes menschengemachtes Tun, zu empfangen (Röm 3,28 , 4,25 ). Der Glaube wiederum werde allein durch das Wort der Christusverkündigung bewirkt, das in der Bibel (sola scriptura) grundlegend und hinreichend enthalten sei und in der Predigt aktualisiert werde.

### Inneres
Zentrum des Innenraumes ist der Altar in der Apsis. Auf der Vorderseite des mit Flecht- und Rankenwerk geschmückten Stipes ist das Christusmonogramm mit Strahlen- und Wolkenkranz im Zentrum zu sehen, umgeben von zwei Medaillons mit einem Kelchrelief (rechts) sowie einer Schale mit Brot (links). Die äußeren Symbole weisen auf das letzte Abendmahl Jesu und seinen Opfertod am Kreuz hin. Das Christusmonogramm selbst soll Konstantin der Große nach einer Vision, in der ihm gesagt wurde „In diesem Zeichen wirst du siegen“, seiner Armee befohlen haben, es auf die Schilde und das neu als Feldzeichen eingeführte Labarum zu malen. Das geschah entweder vor der entscheidenden Schlacht bei der Milvischen Brücke gegen Maxentius im Jahr 312 oder vor der entscheidenden Schlacht gegen Licinius bei Chrysopolis. Ein versteckter Hinweis auf den deutschen Kaiser, der sich sowohl als „Summus Episcopus“ verstand, als auch sich in einer gewissen religionspolitischen Ahnenreihe zu Konstantin sah, könnte hier mitgedacht werden.
Der auf einem Säulenbündel ruhende, polygonale Kanzelkorb, der ebenfalls wie der Altar in weißem Marmor gefertigt wurde, zeigt die Gesetzestafeln mit den Zehn Geboten des Alten Bundes mit dem Davidstern, flankiert von den in Nischen sitzenden Darstellungen der vier Evangelisten. Zu ihren Füßen befinden sich jeweils deren Symbolgestalten. Die jüdischen Gesetzestafeln werden mittig verdeckt durch eine schlanke Säule, über deren Kapitell ein Engel das Lesepult der Kanzel trägt. Dies kann, ganz im Sinne der lutherischen Theologie unter Verweis auf neutestamentliche Textstellen, als Hinweis auf die Überlegenheit des Christentums gegenüber dem Judentum gedeutet werden. Das mosaische Gesetz, an dem die sündigen Menschen gescheitert seien, sei durch die heilbringende Gnade Jesu Christi ersetzt worden: „Denn das Gesetz wurde durch Mose gegeben; die Gnade und die Wahrheit ist durch Jesus Christus geworden.“ (Joh 1,17 ) und „Denn die Sünde wird nicht über euch herrschen, denn ihr seid nicht mehr unter dem Gesetz, sondern unter der Gnade.“ (Röm 6,14 ).
Die Emporenbrüstungen zeigen vier Köpfe, deren Vorbilder aus Kirchen der Île-de-France stammen könnten. Von den originalen Fensterverglasungen haben sich infolge der Kriegszerstörungen nur noch zwei Fenster zwischen Eingang und Hauptschiff erhalten. Die aktuellen Verglasungen wurden neu gefertigt (Apsisfenster) oder stammen aus der Kapelle des Metzer St. Nikolaus-Hospitals (Hauptschiff).

## Orgel

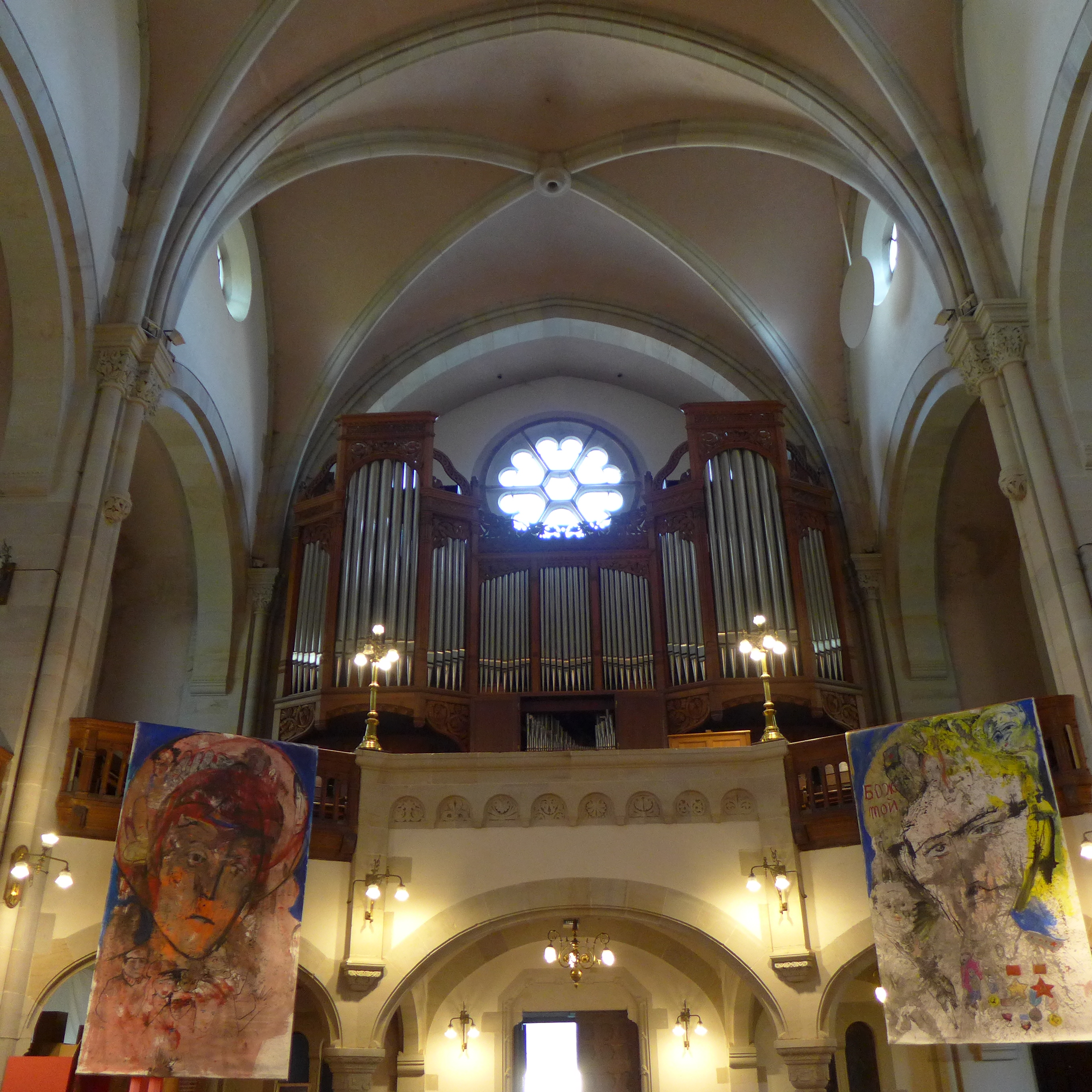
Evangelische Stadtkirche Metz, Blick zur Orgelempore

Die Orgel wurde im Jahr 1903 von dem Orgelbauer Dalstein-Haerpfer im nahegelegenen Bolchen gefertigt. Das Instrument wurde in den Jahren 1932, 1951 sowie 1972 von der Orgelbaufirma Ernest Mühleisen aus Straßburg renoviert. Die jüngste Renovierung erfolgte im Jahre 2013. Das Instrument verfügt über 52 Register auf drei Manualen und einem Pedal. Die Trakturen sind mechanisch. Die Orgel wird außerhalb des Gottesdienstes regelmäßig für Musikwettbewerbe und Konzerte genutzt.
| I Positif de poitrine C–g3 |        |
| Flûte conique              | 8′     |
| Bourdon à chem.            | 8′     |
| Prestant                   | 4′     |
| Cor de chamois             | 4′     |
| Nazard                     | 2 ⁄3′  |
| Quarte de nazard           | 2′     |
| Tierce                     | 1 3⁄5′ |
| Larigot                    | 1 ⁄3′  |
| Cymbale III                |        |
| Cromorne                   | 8′     |
| Trémolo                    |        |

| II Grand-Orgue C–g3 |        |
| Montre              | 16′    |
| Montre              | 8′     |
| Bourdon             | 8′     |
| Viole de gambe      | 8′     |
| Grosse quinte       | 5 1⁄3′ |
| Prestant            | 4′     |
| Flûte creuse        | 4′     |
| Grosse tierce       | 3 1⁄5′ |
| Doublette           | 2′     |
| Sifflet             | 1′     |
| Cornet V            | 8′     |
| Fourniture IV       |        |
| Cymbale IV          |        |
| Trompette           | 8′     |
| Clairon             | 4′     |

| III Récit expressif C–g3 |     |
| Quintaton                | 16′ |
| Principal                | 8′  |
| Bourdon                  | 8′  |
| Gambe                    | 8′  |
| Voix céleste             | 8′  |
| Prestant                 | 4′  |
| Flûte                    | 4′  |
| Octave                   | 2′  |
| Sesquialtera II          |     |
| Plein-jeu V              |     |
| Basson                   | 16′ |
| Trompette                | 8′  |
| Hautbois                 | 8′  |
| Voix humaine             | 8′  |
| Clairon                  | 4′  |
| Trémolo                  |     |

| Pédale C–g1   |         |
| Principal     | 16′     |
| Bourdon       | 16′     |
| Violon        | 16′     |
| Quinte        | 10 2⁄3′ |
| Principal     | 8′      |
| Flûte         | 8′      |
| Principal     | 4′      |
| Flûte         | 2′      |
| Fourniture IV |         |
| Bombarde      | 16′     |
| Trompette     | 8′      |
| Clairon       | 4′      |

- Koppeln I/II, III/II, I/P, II/P, III/P